# Agios Nikolaos (Gemeinde)
Agios Nikolaos (griechisch Άγιος Νικόλαος) ist seit ihrer offiziellen Anerkennung 1924 eine Gemeinde im Osten der griechischen Insel Kreta. Verwaltungszentrum ist die gleichnamige Stadt Agios Nikolaos. In der gesamten Gemeinde leben 27.074 Einwohner.
Zum 1. Januar 2011 wurden die Nachbargemeinden Neapoli und Vrachasi eingemeindet.

## Gliederung
Die Gemeinde Agios Nikolaos gliedert sich in drei Gemeindebezirke und 25 Dimotikes Kinotites, die eigene lokale Vertretungen wählen. Die Einwohnerzahlen stammen aus dem Ergebnis der Volkszählung 2011.
- Gemeindebezirk Agios Nikolaos – Δημοτική Ενότητα Αγίου Νικολάου – 20.679
  - Dimotiki Kinotita Agios Nikolaos – Δημοτική Κοινότητα Αγίου Νικολάου – 12.638
    - Agii Pandes – Άγιοι Πάντες (unbewohnte Insel)
    - Agios Nikolaos – Άγιος Νικόλαος – 11.421
    - Atzimbraga – Ατζιμπράγα – 52
    - Ellinika – Ελληνικά – 114
    - Katsikia – Κατσίκια – 297
    - Keratidia – Κερατίδια – 28
    - Mirkonisi – Μικρονήσι (unbewohnte Insel)
    - Pissidos – Πίσσιδος – 221
    - Xirokambos – Ξηρόκαμπος – 505

  - Dimotiki Kinotita Elounda – Δημοτική Κοινότητα Ελούντας – 2193
    - Agia Paraskevi – Αγία Παρασκευή – 23
    - Epano Elounda – Επάνω Ελούντα – 115
    - Epano Pines – Επάνω Πινές – 35
    - Kalydon – Καλυδών (unbewohnte Insel)
    - Kato Elounda – Κάτω Ελούντα – 86
    - Kato Pines – Κάτω Πινές – 62
    - Mavrikiano – Μαυρικιανό – 142
    - Schisma – Σχίσμα – 1.730

  - Dimotiki Kinotita Kritsa – Δημοτική Κοινότητα Κριτσάς – 2.637
    - Ammoudara – Αμμουδάρα – 493
    - Kalyvos – Κάλυβος – 66
    - Katharo – Καθαρό – 18
    - Kritsa – Κριτσά – 1.296
    - Mardatio – Μαρδάτιο – 191
    - Rousa Limni – Ρούσα Λίμνη – 279
    - Tapes – Τάπες – 81
    - Theologos – Θεολόγος – 2
    - Vathy – Βαθύ – 211

  - Dimotiki Kinotita Exo Lakonia – Δημοτική Κοινότητα Έξω Λακωνίων – 312
    - Exo Lakonia – Έξω Λακώνια – 144
    - Fioretzides – Φιορέτζηδες – 31
    - Karterides – Καρτέρηδες – 29
    - Marnellides – Μαρνέλληδες – 78
    - Peponides – Πεπόνηδες – 7
    - Vlachides – Βλάχηδες – 23

  - Dimotiki Kinotita Exo Potami – Δημοτική Κοινότητα Έξω Ποτάμων – 43
    - Argyro Nero – Αργυρό Νερό – 0
    - Exo Potami – Έξω Ποτάμοι – 15
    - Mesa Potami – Μέσα Ποτάμοι – 24
    - Roussakiana – Ρουσσακιανά – 4

  - Dimotiki Kinotita Kalo Chorio – Δημοτική Κοινότητα Καλού Χωρίου – 1.198
    - Forti – Φορτί – 93
    - Istro – Ίστρο – 665
    - Kalo Chorio – Καλό Χωρίο – 353
    - Pyrgos – Πύργος – 87
    - Vryonisi – Βρυονήσι (unbewohnte Insel)

  - Dimotiki Kinotita Kroustas – Δημοτική Κοινότητα Κρούστα (Κρούστας) – 476
  - Dimotiki Kinotita Limnes – Δημοτική Κοινότητα Λιμνών – 351
    - Agia Pelagia – Αγία Πελαγία – 9
    - Agios Ioannis – Άγιος Ιωάννης – 4
    - Drakos – Δράκος – 11
    - Dyo Prini – Δύο Πρίνοι – 1
    - Kalos Lakkos – Καλός Λάκκος – 2
    - Limnes – Λίμνες – 324

  - Dimotiki Kinotita Loumas – Δημοτική Κοινότητα Λούμα – 52
    - Epano Loumas – Επάνω Λούμας – 16
    - Kato Loumas – Κάτω Λούμας – 10
    - Kato Selles – Κάτω Σέλλες – 1
    - Selles – Σέλλες – 25

  - Dimotiki Kinotita Mesa Lakkonia – Δημοτική Κοινότητα Μέσα Λακκωνίων – 307
    - Chamilo – Χαμηλό – 60
    - Flamouriana – Φλαμουριανά – 100
    - Kakokamotes – Κακοκάμωτες – 53
    - Margielio – Μαργιέλιο – 18
    - Schisma – Σχίσμα – 76

  - Dimotiki Kinotita Prina – Δημοτική Κοινότητα Πρίνας (Πρίνα) – 90
  - Dimotiki Kinotita Skinias – Δημοτική Κοινότητα Σκινιά – 86
    - Agios Georgios – Άγιος Γεώργιος – 12
    - Chondovolaki – Χονδροβολάκοι – unbewohnt
    - Skinias – Σκινιάς – 48
    - Valtos – Βάλτος – 19
    - Vlichadia – Βλιχάδια – 7

  - Dimotiki Kinotita Vrouchas – Δημοτική Κοινότητα Βρουχά – 229
    - Myronikitas – Μυρωνικήτας – unbewohnt
    - Plaka – Πλάκα – 94
    - Vrouchas – Βρουχάς – 135

  - Dimotiki Kinotita Zenia – Δημοτική Κοινότητα Ζενίων – 67
    - Adrianos – Αδριανός – 6
    - Amygdali – Αμυγδάλοι – 9
    - Ano Amygdali – Άνω Αμυγδάλοι – 25
    - Roussapidia – Ρουσσαπιδιά – unbewohnt
    - Zenia – Ζένια – 27
- Gemeindebezirk Neapoli – Δημοτική Ενότητα Νεάπολης – 4463
  - Dimotiki Kinotita Neapoli – Δημοτική Κοινότητα Νεαπόλεως – 2838
    - Agios Nikolaos – Άγιος Νικόλαος – unbewohnt
    - Amygdalia – Αμυγδαλιά – unbewohnt
    - Dilakkos – Δίλακκος – 7
    - Finokalia – Φινοκαλιά – 7
    - Koudoumalos – Κουδούμαλος – 4
    - Kourounes – Κουρούνες – 45
    - Makrygennisa – Μακρυγέννησα – 2
    - Neapoli – Νεάπολη – 2.683
    - Nispitas – Νισπήτας – 25
    - Nofalias – Νοφαλιάς – 28
    - Patsopoulos – Πατσόπουλος – 15
    - Perambela – Περάμπελα – 5
    - Peronides – Περονίδες – 5
    - Petros – Πέτρος – unbewohnt
    - Romanos – Ρωμανός – 2
    - Souvlos – Σούβλος – 10
    - Xera Xyla – Ξερά Ξύλα – unbewohnt

  - Dimotiki Kinotita Agios Andinios – Δημοτική Κοινότητα Αγίου Αντωνίου – 45
    - Agios Andonios – Άγιος Αντώνιος – 8
    - Amygdalolakkos – Αμυγδαλόλακκος – 1
    - Anogia – Ανώγεια – 4
    - Frathias – Φραθιάς – unbewohnt
    - Kounali – Κουνάλι – 21
    - Tsambi – Τσαμπί – 11
    - Frathias – Φραθιάς – unbewohnt

  - Dimotiki Kinotita Choumeriakos – Δημοτική Κοινότητα Χουμεριάκου – 177
    - Agios Konstandinos – Άγιος Κωνσταντίνος – 3
    - Choumeriakos – Χουμεριάκος – 174

  - Dimotiki Kinotita Fourni – Δημοτική Κοινότητα Φουρνής – 265
    - Chavgas – Χαυγάς – 5
    - Dories – Δοριές – 36
    - Fourni – Φουρνή – 221
    - Syrmeso – Σύρμεσο – 3

  - Dimotiki Kinotita Karydi Mirabellou – Δημοτική Κοινότητα Καρυδίου Μιραμπέλλου – 85
    - Karydi – Καρύδι – 83
    - Kloster Aretiou – Μονή Αρετίου – 2

  - Dimotiki Kinotita Kastelli Fournis – Δημοτική Κοινότητα Καστελλίου Φουρνής -- το Καστέλλιον – 95
  - Dimotiki Kinotita Latsida – Δημοτική Κοινότητα Λατσίδας – 249
    - Agori – Αγόροι – 2
    - Latsida – Λατσίδα – 247
    - Zourva – Ζούρβα – unbewohnt

  - Dimotiki Kinotita Nikithianos – Δημοτική Κοινότητα Νικηθιανού – 68
    - Nikithianos – Νικηθιανός – 63
    - Platypodi – Πλατυπόδι – 5

  - Dimotiki Kinotita Voulismeni – Δημοτική Κοινότητα Βουλισμένης – 348
    - Voulismeni – Βουλισμένη – 337
    - Xirolimni – Ξηρολίμνη – 11

  - Dimotiki Kinotita Vryses – Δημοτική Κοινότητα Βρυσών – 293
    - Drasi – Δράσι – unbewohnt
    - Giofyri – Γιοφύρι – unbewohnt
    - Vryses – Βρύσες – 293
- Gemeindebezirk Vrachasi – Δημοτική Ενότητα Βραχασίου – 1.932
  - Dimotiki Kinotita Vrachasi – Δημοτική Κοινότητα Βραχασίου – 1.932
    - Agia Varvara – Αγία Βαρβάρα – 102
    - Avgo – Αυγό (unbewohnte Insel)
    - Epano Sisi – Επάνω Σίσι – 115
    - Katsinianos – Καρτσινιανός – 13
    - Milatos – Μίλατος – 178
    - Paralia Milatou – Παραλία Μιλάτου – 157
    - Pyrgos – Πύργος – 48
    - Selinari – Σεληνάρι – 5
    - Sisi – Σίσι – 1.003
    - Vrachasi – Βραχάσι – 311

## Geschichte

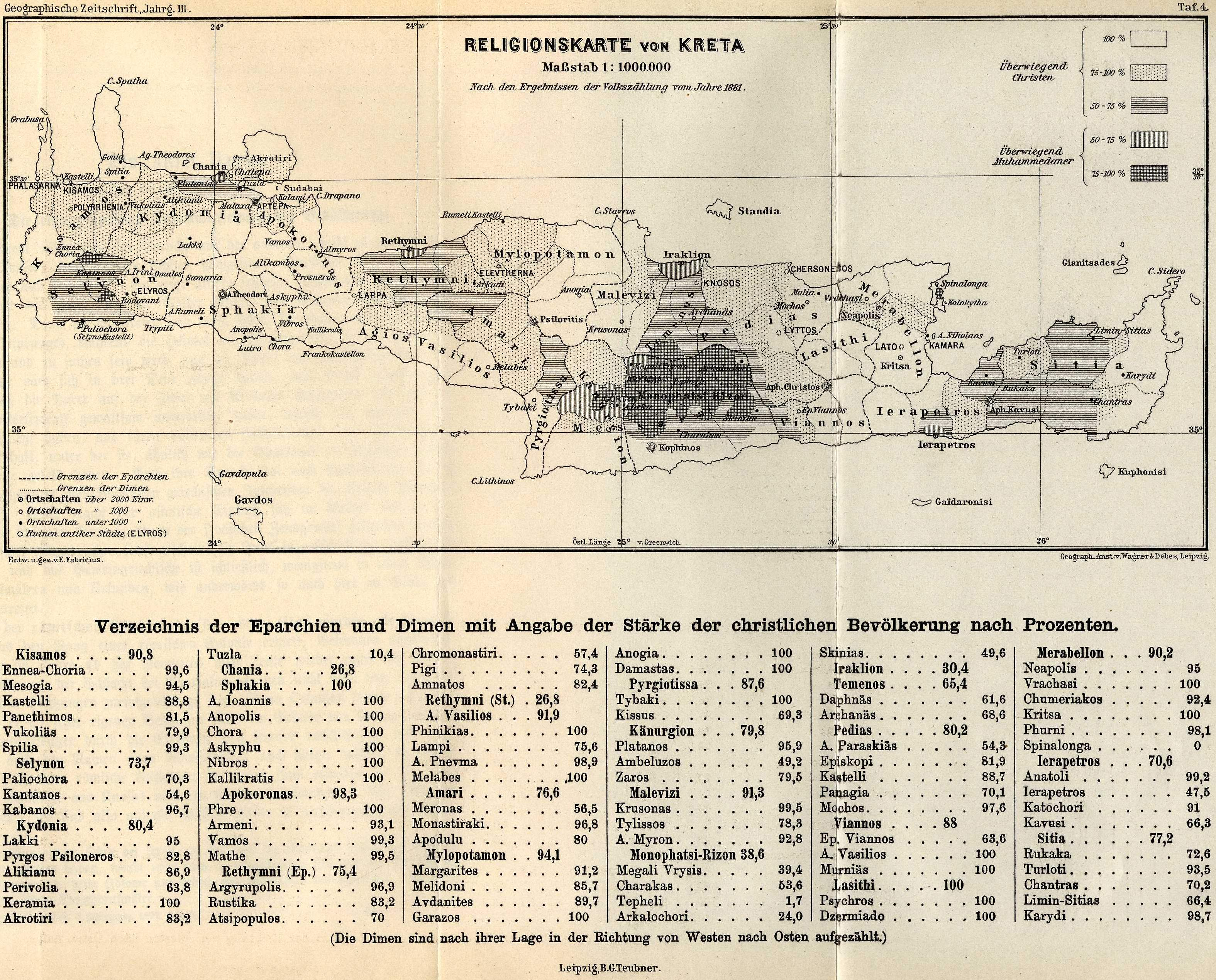
Ergebnisse der Volkszählung von 1881

Schon im 19. Jahrhundert gab es eine Eparchie Mirambello (griechisch Μιραμπέλλο), deren Ausmaße genau der heutigen Gemeinde Agios Nikolaos entsprachen. Benannt war sie nach dem venezianischen Kastell Mirambello, das es im Mittelalter im Hafenort Agios Nikolaos gab. Der Ort war zu dieser Zeit jedoch schon bedeutungslos, weshalb Kenourio Chorio, das heutige Neapoli, als Hauptstadt gewählt wurde. Gelegentlich wurde auch der Bezirk Lasithi zur Eparchie gerechnet. Die Osmanen hatten mit dem Ziel, ganz Kreta zum Islam zu bekehren, Muslime aus der Türkei auf der Insel angesiedelt. Aus diesem Grund wurden regelmäßig Volkszählungen durchgeführt.

### Volkszählung von 1834
| Ort                                                     | heutiger Name                                            | Christliche Familien | Muslimische Familien |
| ------------------------------------------------------- | -------------------------------------------------------- | -------------------- | -------------------- |
| Mílato                                                  | Milatos                                                  | 35                   | 0                    |
| Latsida                                                 | Latsida                                                  | 35                   | 5                    |
| Voulismeni                                              | Voulismeni                                               | 50                   | 15                   |
| Kenúrgio chorió                                         | Neapolis                                                 | 100                  | 2                    |
| Neochorió                                               | Neapolis                                                 | 20                   | 20                   |
| Vrachási Vrysis Kommeriakó Platy-Pódi Nikithianó Limnes | Vrachasi Vrises Houmeriakos Platypodi Nikithianos Limnes | 80                   | 80                   |
| Krítsa                                                  | Kritsa                                                   | 180                  | 2                    |
| Krusta                                                  | Kroustas                                                 | 30                   | 0                    |
| Prina                                                   | Prina                                                    | 40                   | 0                    |
| Kaló Chorió                                             | Kalo Chorio                                              | 10                   | 0                    |
| Alúda                                                   | Elounda                                                  | 40                   | 0                    |
| Spína Lónga                                             | Spinalonga                                               | 0                    | 81                   |
| Vruká                                                   | Vrouchas                                                 | 30                   | 0                    |
| Lúma                                                    | Epano Loumas Kato Loumas                                 | 15                   | 0                    |
| Skiniá                                                  | Skinias                                                  | 30                   | 0                    |
| Furní-kastéli                                           | Kastelli                                                 | 50                   | 0                    |
| Káto Furní                                              | Fourni                                                   | 40                   | 0                    |
| Epáno-Furní                                             | Fourni                                                   | 30                   | 0                    |
| Vier Klöster                                            |                                                          | 35                   | 0                    |
| Sonstige                                                |                                                          | 50                   | 30                   |
| Lasithi                                                 |                                                          |                      |                      |
| Gaigourómadra Gerontomurí                               | Kato Metochi Agios Charalambos                           | 30                   | 0                    |
| Pláti                                                   | Plati                                                    | 25                   | 0                    |
| Psychró                                                 | Psychro                                                  | 35                   | 0                    |
| Magulá                                                  | Magoulas                                                 | 25                   | 0                    |
| Kamináki                                                | Kaminaki                                                 | 30                   | 0                    |
| Avrakódi Koudoumaliá Platianó Agio Geórgi               | Avrakondes Koudoumalia Platanos Agios Georgios           | 100                  | 0                    |
| Agio Kostantino                                         | Agios Konstantinos                                       | 30                   | 0                    |
| Mésa Lasitháki Mésa Lasíthi                             | Mesa Lasithakion Mesa Lasithi                            | 30                   | 0                    |
| Kloster Panagía Marmakéto                               | Kloster Krystallenias                                    | 25                   | 0                    |
| Farsáros Dzermiáda                                      | Farsaro Tzermiadon                                       | 120                  | 0                    |
| Lagoú mit Pinikianó                                     | Lagou mit Pinakiano                                      | 20                   | 0                    |
| Potámus                                                 | Messa Potami Exo Potami                                  | 20                   | 0                    |
| Summe                                                   |                                                          | 1390                 | 235                  |

### 20. Jahrhundert bis heute
Seit der Unabhängigkeit Kretas gab es eine Provinz Mirambello in der Präfektur Lasithi. Während Agios Nikolaos Präfekturhauptstadt wurde, wurde Neapolis Verwaltungszentrum der Provinz Mirambello. Im Zuge der Kommunalreform 1997 wurde die Provinz aufgelöst und alle bisherigen Kommunen in die zwei Gemeinden Neapoli und Agios Nikolaos einverleibt. 2006 spaltete sich Vrachasi von Neapoli ab. 2011 wurden diese drei Gemeinden zu Gemeindebezirken herabgestuft und in der Gemeinde Agios Nikolaos zusammengefasst.